# 2-га Мужиця
2-га Мужиця (рос. 2-я Мужица) — присілок в Глушковському районі Курської області Російської Федерації.
Населення становить 141 особу. Входить до складу муніципального утворення Кульбакинська сільрада.

## Історія
Населений пункт розташований на території українського етнічного та культурного краю Східна Слобожанщина.
Від 2004 року входить до складу муніципального утворення Кульбакинська сільрада.

## Населення
| 2002 | 2010 |
| ---- | ---- |
| 177  | ↘141 |